# Selección de fútbol de Guinea
La selección de fútbol de Guinea es el equipo representativo de este país en las competiciones oficiales. Su organización está a cargo de la Federación Guineana de Fútbol, perteneciente a la CAF y la FIFA.

## Historia
El primer partido internacional de la selección se jugó en 1962 frente a Togo,  el cual terminó perdiendo 1:2. 8 años más tarde participó en los Juegos Olímpicos de 1968 pero sin lograr superar la primera ronda tras su derrota inicial de 1:3 a manos de Francia, para luego sobreponerse sobre Colombia por 3:2, y terminar siendo goleado 0:4 frente a México.
Después de esto, en 1970 participó en la Copa Africana de Naciones 1970 siendo eliminado en primera fase tras ser derrotado 1:4 frente a República Árabe Unida, para luego obtener dos empates, primero 2:2 frente a Congo-Kinshasa y luego 1:1 frente a Ghana. 4 años más tarde participó nuevamente en la Copa Africana volviendo a quedar eliminado en primera fase después de perder 1:2 frente a Zaire para luego vencer por 2:1 a Mauricio y terminar empatando 1:1 con Congo.
En 1976 fueron nuevamente participantes de la Copa Africana, donde esta vez pudieron obtener un mejor resultado, debutó empatando 1:1 con el seleccionado de Egipto, para vencer por 2:1 a Etiopía y Uganda con el mismo resultado en ambos partido. Avanzó de esta manera al Grupo Final del torneo donde parte empatando 1:1 frente a Nigeria, para luego vencer cómodamente 4:2 a Egipto y volver a empatar 1:1 esta vez con Marruecos obteniendo así el segundo lugar del torneo.

## Estadísticas

### Copa Mundial de Fútbol
| Copa Mundial de Fútbol | Copa Mundial de Fútbol  | Copa Mundial de Fútbol  | Copa Mundial de Fútbol  | Copa Mundial de Fútbol  | Copa Mundial de Fútbol  | Copa Mundial de Fútbol  | Copa Mundial de Fútbol  |
| Año                    | Ronda                   | J                       | G                       | E                       | P                       | GF                      | GC                      |
| ---------------------- | ----------------------- | ----------------------- | ----------------------- | ----------------------- | ----------------------- | ----------------------- | ----------------------- |
| 1930 - 1958            | No existía la selección | No existía la selección | No existía la selección | No existía la selección | No existía la selección | No existía la selección | No existía la selección |
| 1962                   | No participó            | No participó            | No participó            | No participó            | No participó            | No participó            | No participó            |
| 1966                   | Se retiró               | Se retiró               | Se retiró               | Se retiró               | Se retiró               | Se retiró               | Se retiró               |
| 1970                   | No participó            | No participó            | No participó            | No participó            | No participó            | No participó            | No participó            |
| 1974                   | No clasificó            | No clasificó            | No clasificó            | No clasificó            | No clasificó            | No clasificó            | No clasificó            |
| 1978                   | No clasificó            | No clasificó            | No clasificó            | No clasificó            | No clasificó            | No clasificó            | No clasificó            |
| 1982                   | No clasificó            | No clasificó            | No clasificó            | No clasificó            | No clasificó            | No clasificó            | No clasificó            |
| 1986                   | No clasificó            | No clasificó            | No clasificó            | No clasificó            | No clasificó            | No clasificó            | No clasificó            |
| 1990                   | No clasificó            | No clasificó            | No clasificó            | No clasificó            | No clasificó            | No clasificó            | No clasificó            |
| 1994                   | No clasificó            | No clasificó            | No clasificó            | No clasificó            | No clasificó            | No clasificó            | No clasificó            |
| 1998                   | No clasificó            | No clasificó            | No clasificó            | No clasificó            | No clasificó            | No clasificó            | No clasificó            |
| 2002                   | Descalificado           | Descalificado           | Descalificado           | Descalificado           | Descalificado           | Descalificado           | Descalificado           |
| 2006                   | No clasificó            | No clasificó            | No clasificó            | No clasificó            | No clasificó            | No clasificó            | No clasificó            |
| 2010                   | No clasificó            | No clasificó            | No clasificó            | No clasificó            | No clasificó            | No clasificó            | No clasificó            |
| 2014                   | No clasificó            | No clasificó            | No clasificó            | No clasificó            | No clasificó            | No clasificó            | No clasificó            |
| 2018                   | No clasificó            | No clasificó            | No clasificó            | No clasificó            | No clasificó            | No clasificó            | No clasificó            |
| 2022                   | No clasificó            | No clasificó            | No clasificó            | No clasificó            | No clasificó            | No clasificó            | No clasificó            |
| 2026                   | Por disputarse          | Por disputarse          | Por disputarse          | Por disputarse          | Por disputarse          | Por disputarse          | Por disputarse          |
| 2030                   | Por disputarse          | Por disputarse          | Por disputarse          | Por disputarse          | Por disputarse          | Por disputarse          | Por disputarse          |
| 2034                   | Por disputarse          | Por disputarse          | Por disputarse          | Por disputarse          | Por disputarse          | Por disputarse          | Por disputarse          |
| Total                  | 0/22                    | -                       | -                       | -                       | -                       | -                       | -                       |

### Copa Africana de Naciones
| Copa Africana de Naciones | Copa Africana de Naciones | Copa Africana de Naciones | Copa Africana de Naciones | Copa Africana de Naciones | Copa Africana de Naciones | Copa Africana de Naciones | Copa Africana de Naciones |
| Año                       | Ronda                     | J                         | G                         | E                         | P                         | GF                        | GC                        |
| ------------------------- | ------------------------- | ------------------------- | ------------------------- | ------------------------- | ------------------------- | ------------------------- | ------------------------- |
| 1957                      | No existía la selección   | No existía la selección   | No existía la selección   | No existía la selección   | No existía la selección   | No existía la selección   | No existía la selección   |
| 1959                      | No existía la selección   | No existía la selección   | No existía la selección   | No existía la selección   | No existía la selección   | No existía la selección   | No existía la selección   |
| 1962                      | No participó              | No participó              | No participó              | No participó              | No participó              | No participó              | No participó              |
| 1963                      | Descalificado             | Descalificado             | Descalificado             | Descalificado             | Descalificado             | Descalificado             | Descalificado             |
| 1965                      | No clasificó              | No clasificó              | No clasificó              | No clasificó              | No clasificó              | No clasificó              | No clasificó              |
| 1968                      | No clasificó              | No clasificó              | No clasificó              | No clasificó              | No clasificó              | No clasificó              | No clasificó              |
| 1970                      | Fase de grupos            | 3                         | 0                         | 2                         | 1                         | 4                         | 7                         |
| 1972                      | No clasificó              | No clasificó              | No clasificó              | No clasificó              | No clasificó              | No clasificó              | No clasificó              |
| 1974                      | Fase de grupos            | 3                         | 1                         | 1                         | 1                         | 4                         | 4                         |
| 1976                      | Subcampeón                | 6                         | 3                         | 3                         | 0                         | 11                        | 7                         |
| 1978                      | No clasificó              | No clasificó              | No clasificó              | No clasificó              | No clasificó              | No clasificó              | No clasificó              |
| 1980                      | Fase de grupos            | 3                         | 0                         | 1                         | 2                         | 3                         | 5                         |
| 1982                      | No clasificó              | No clasificó              | No clasificó              | No clasificó              | No clasificó              | No clasificó              | No clasificó              |
| 1984                      | No clasificó              | No clasificó              | No clasificó              | No clasificó              | No clasificó              | No clasificó              | No clasificó              |
| 1986                      | No clasificó              | No clasificó              | No clasificó              | No clasificó              | No clasificó              | No clasificó              | No clasificó              |
| 1988                      | No clasificó              | No clasificó              | No clasificó              | No clasificó              | No clasificó              | No clasificó              | No clasificó              |
| 1990                      | No clasificó              | No clasificó              | No clasificó              | No clasificó              | No clasificó              | No clasificó              | No clasificó              |
| 1992                      | No clasificó              | No clasificó              | No clasificó              | No clasificó              | No clasificó              | No clasificó              | No clasificó              |
| 1994                      | Fase de grupos            | 2                         | 0                         | 0                         | 2                         | 1                         | 3                         |
| 1996                      | No clasificó              | No clasificó              | No clasificó              | No clasificó              | No clasificó              | No clasificó              | No clasificó              |
| 1998                      | Fase de grupos            | 3                         | 1                         | 1                         | 1                         | 3                         | 3                         |
| 2000                      | No clasificó              | No clasificó              | No clasificó              | No clasificó              | No clasificó              | No clasificó              | No clasificó              |
| 2002                      | Descalificado             | Descalificado             | Descalificado             | Descalificado             | Descalificado             | Descalificado             | Descalificado             |
| 2004                      | Cuartos de final          | 4                         | 1                         | 2                         | 1                         | 5                         | 5                         |
| 2006                      | Cuartos de final          | 4                         | 3                         | 0                         | 1                         | 9                         | 4                         |
| 2008                      | Cuartos de final          | 4                         | 1                         | 1                         | 2                         | 5                         | 10                        |
| 2010                      | No clasificó              | No clasificó              | No clasificó              | No clasificó              | No clasificó              | No clasificó              | No clasificó              |
| 2012                      | Fase de grupos            | 3                         | 1                         | 1                         | 1                         | 7                         | 3                         |
| 2013                      | No clasificó              | No clasificó              | No clasificó              | No clasificó              | No clasificó              | No clasificó              | No clasificó              |
| 2015                      | Cuartos de final          | 4                         | 0                         | 3                         | 1                         | 3                         | 6                         |
| 2017                      | No clasificó              | No clasificó              | No clasificó              | No clasificó              | No clasificó              | No clasificó              | No clasificó              |
| 2019                      | Octavos de final          | 4                         | 1                         | 1                         | 2                         | 4                         | 6                         |
| 2021                      | Octavos de final          | 4                         | 1                         | 1                         | 2                         | 2                         | 3                         |
| 2023                      | Cuartos de final          | 5                         | 2                         | 1                         | 2                         | 4                         | 6                         |
| 2025                      | No clasificó              | No clasificó              | No clasificó              | No clasificó              | No clasificó              | No clasificó              | No clasificó              |
| 2027                      | Por definir               | Por definir               | Por definir               | Por definir               | Por definir               | Por definir               | Por definir               |
| Total                     | 14/35                     | 52                        | 15                        | 18                        | 19                        | 65                        | 72                        |

## Selección local

### Campeonato Africano de Naciones
| Campeonato Africano de Naciones | Campeonato Africano de Naciones | Campeonato Africano de Naciones | Campeonato Africano de Naciones | Campeonato Africano de Naciones | Campeonato Africano de Naciones | Campeonato Africano de Naciones | Campeonato Africano de Naciones |
| Año                             | Ronda                           | J                               | G                               | E                               | P                               | GF                              | GC                              |
| ------------------------------- | ------------------------------- | ------------------------------- | ------------------------------- | ------------------------------- | ------------------------------- | ------------------------------- | ------------------------------- |
| 2009                            | No clasificó                    | No clasificó                    | No clasificó                    | No clasificó                    | No clasificó                    | No clasificó                    | No clasificó                    |
| 2011                            | No clasificó                    | No clasificó                    | No clasificó                    | No clasificó                    | No clasificó                    | No clasificó                    | No clasificó                    |
| 2014                            | No clasificó                    | No clasificó                    | No clasificó                    | No clasificó                    | No clasificó                    | No clasificó                    | No clasificó                    |
| 2016                            | Cuarto lugar                    | 6                               | 1                               | 4                               | 1                               | 7                               | 7                               |
| 2018                            | Fase de grupos                  | 3                               | 1                               | 0                               | 2                               | 3                               | 5                               |
| 2021                            | Tercer lugar                    | 6                               | 3                               | 3                               | 0                               | 9                               | 3                               |
| 2023                            | No clasificó                    | No clasificó                    | No clasificó                    | No clasificó                    | No clasificó                    | No clasificó                    | No clasificó                    |
| 2025                            | Fase de grupos                  | 4                               | 1                               | 1                               | 2                               | 3                               | 6                               |
| Total                           | 4/8                             | 19                              | 6                               | 8                               | 5                               | 22                              | 21                              |

## Últimos partidos y próximos encuentros
Actualizado al último partido jugado el 15 de agosto de 2025
| Fecha      | Ciudad       | Local               | Resultado | Visitante    | Competición                            |
| ---------- | ------------ | ------------------- | --------- | ------------ | -------------------------------------- |
| 06-09-2024 | Kinsasa      | Rep. Dem. del Congo | 1:0       | Guinea       | Clas. Copa Africana de Naciones 2025   |
| 10-09-2024 | Yamusukro    | Guinea              | 1:2       | Tanzania     | Clas. Copa Africana de Naciones 2025   |
| 12-10-2024 | Abiyán       | Guinea              | 4:1       | Etiopía      | Clas. Copa Africana de Naciones 2025   |
| 15-10-2024 | Abiyán       | Etiopía             | 0:3       | Guinea       | Clas. Copa Africana de Naciones 2025   |
| 16-11-2024 | Abiyán       | Guinea              | 1:0       | R.D. Congo   | Clas. Copa Africana de Naciones 2025   |
| 19-11-2024 | Dar es-Salam | Tanzania            | 1:0       | Guinea       | Clas. Copa Africana de Naciones 2025   |
| 20-12-2024 | Abiyán       | Guinea              | 4:1       | Guinea-Bisáu | Clasificación Campeonato Africano 2025 |
| 28-12-2024 | Bisáu        | Guinea-Bisáu        | 1:2       | Guinea       | Clasificación Campeonato Africano 2025 |
| 21-03-2025 | Abiyán       | Guinea              | 0:0       | Somalia      | Clasificación Copa Mundial 2026        |
| 25-03-2025 | Kampala      | Uganda              | 1:0       | Guinea       | Clasificación Copa Mundial 2026        |
| 04-07-2025 | Diamniadio   | Senegal             | 0:0       | Guinea       | Partido amistoso                       |
| 27-07-2025 | Douala       | Rep. Centroafricana | 1:1       | Guinea       | Partido amistoso                       |
| 04-08-2025 | Kampala      | Níger               | 0:1       | Guinea       | Campeonato Africano 2025               |
| 08-08-2025 | Kampala      | Uganda              | 3:0       | Guinea       | Campeonato Africano 2025               |
| 11-08-2025 | Kampala      | Sudáfrica           | 2:1       | Guinea       | Campeonato Africano 2025               |
| 15-08-2025 | Kampala      | Guinea              | 1:1       | Argelia      | Campeonato Africano 2025               |

## Palmarés
- Copa Amílcar Cabral (5): 1981, 1982, 1987, 1988 y 2005.
- FIFA Series: (1): 2024.

## Jugadores

### Última convocatoria
Lista de jugadores convocados para los partidos amistosos ante Somalia y Uganda celebrados los días 21 y 25 de marzo de 2025:
| No. | Pos. | Jugador            | Fecha de nacimiento (edad)        | Apa. | Goles | Club               |
| --- | ---- | ------------------ | --------------------------------- | ---- | ----- | ------------------ |
| 1   | POR  | Soumaïla Sylla     | 15 de marzo de 2004 (21 años)     | 1    | 0     | Reims              |
| 16  | POR  | Moussa Camara      | 27 de noviembre de 1998 (26 años) | 26   | 0     | Simba              |
| 22  | POR  | Mory Keita         | 13 de julio de 2005 (20 años)     | 0    | 0     | Hafia              |
|     |      |                    |                                   |      |       |                    |
| 2   | DEF  | Antoine Conte      | 29 de enero de 1994 (31 años)     | 20   | 0     | Iğdır              |
| 3   | DEF  | Issiaga Sylla      | 1 de enero de 1994 (31 años)      | 84   | 3     | Montpellier        |
| 4   | DEF  | Ibrahima Conté     | 3 de abril de 1995 (30 años)      | 31   | 0     | UTA Arad           |
| 5   | DEF  | Mouctar Diakhaby   | 19 de diciembre de 1996 (28 años) | 15   | 1     | Valencia           |
| 12  | DEF  | Ibrahim Diakité    | 31 de agosto de 2003 (21 años)    | 15   | 0     | Cercle Brugge      |
| 13  | DEF  | Mohamed Ali Camara | 28 de agosto de 1997 (27 años)    | 25   | 0     | Young Boys         |
| 17  | DEF  | Dembo Sylla        | 10 de noviembre de 2002 (22 años) | 10   | 0     | Dender             |
| 21  | DEF  | Sekou Sylla        | 9 de enero de 1999 (26 años)      | 14   | 0     | ADO Den Haag       |
|     |      |                    |                                   |      |       |                    |
| 6   | MED  | Cheick Condé       | 26 de julio de 2000 (25 años)     | 9    | 0     | Venezia            |
| 7   | MED  | Mady Camara        | 28 de febrero de 1997 (28 años)   | 28   | 1     | PAOK               |
| 14  | MED  | Morlaye Sylla      | 23 de julio de 1998 (27 años)     | 37   | 8     | Arouca             |
| 15  | MED  | Seydouba Cissé     | 10 de febrero de 2001 (24 años)   | 20   | 2     | Leganés            |
| 18  | MED  | Aguibou Camara     | 20 de mayo de 2001 (24 años)      | 37   | 6     | Ludogorets Razgrad |
| 23  | MED  | Abdoulaye Touré    | 3 de marzo de 1994 (31 años)      | 15   | 1     | Le Havre           |
|     |      |                    |                                   |      |       |                    |
| 8   | DEL  | Algassime Bah      | 12 de noviembre de 2002 (22 años) | 0    | 0     | APOEL              |
| 9   | DEL  | Serhou Guirassy    | 12 de marzo de 1996 (29 años)     | 23   | 9     | Borussia Dortmund  |
| 10  | DEL  | Aliou Baldé        | 12 de diciembre de 2002 (22 años) | 8    | 0     | Lausanne-Sport     |
| 11  | DEL  | Yadaly Diaby       | 9 de agosto de 2000 (25 años)     | 6    | 0     | Grenoble           |
| 19  | DEL  | François Kamano    | 2 de mayo de 1996 (29 años)       | 56   | 8     | Damac              |
| 20  | DEL  | Kandet Diawara     | 10 de febrero de 2000 (25 años)   | 5    | 2     | Pau                |

## Entrenadores
- Petre Moldoveanu (1976–1977)
- Mohamed Baltam (1986-1987)[2]
- Serge Devèze (1992–1993)[3][4]
- Haby Camara (1993)[4]
- Boro Primorac (1994)[5]
- Naby Camara (1994)[5][6]
- Ali Badra Keita (1995)[7]
- Volodymyr Muntyan (1995–1998)[7][8][9][10]
- Henri Stambouli (1998–1999)
- Bruno Metsu (2000)[11]
- Bernard Simondi (2000)[12]
- Michel Dussuyer (2002–2004)
- Naby Laye Camara y Abdoulaye Keita (interinos- 2004)
- Patrice Neveu (2004–2006)[13]
- Robert Nouzaret (2006–2009)[14]
- Titi Camara (2009)[15]
- Mamadi Souaré (2009–2010)
- Michel Dussuyer (2010–2015)
- Luis Fernández (2015–2016)
- Lappé Bangoura (2016–2018)[16][17]
- Paul Put (2018–2019)[18][19]
- Didier Six (2020–2021)[20][21]
- Kaba Diawara (2021–2024)[22][23]
- Charles Paquille (2024)
- Michel Dussuyer (2024– presente)